# Kanton Aurillac-1
Aurillac-1 is een kanton van het Franse departement Cantal. Het kanton maakt deel uit van het arrondissement Aurillac.
Het kanton omvatte tot 2014 uitsluitend een deel van de gemeente Aurillac.
Door de herindeling van de kantons bij decreet van 13 februari 2014, met uitwerking op 22 maart 2015, werd het kanton uitgebreid met 1 gemeente en werd het grondgebied van Aurillac herverdeeld over 3 kantons in plaats van 4.

Sindsdien omvat het kanton Aurillac-1 :
- Aurillac (hoofdplaats) (Westelijk deel)
- Ytrac